# Federico Almerares
Federico Almerares (Mar del Plata, 2 maggio 1985) è un ex calciatore argentino con passaporto italiano, di ruolo attaccante.

## Carriera

### Club
Dopo essersi imposto a livello giovanile, ha debuttato nella prima squadra del River Plate nel 2003, a 18 anni. Nonostante un esordio precoce, non è mai riuscito ad ottenere un posto fisso da titolare o in panchina. Infatti, in cinque stagioni ha raccolto soltanto 13 partite e 2 reti. Ha anche sostenuto un provino con gli svedesi del Djurgården, non andato però a buon fine. Durante questo periodo, ha però attirato su di sé l'interesse di altri club europei, come Anderlecht ed Austria Vienna.
L'8 agosto 2008 ha firmato per il Basilea, squadra della Super League svizzera. Il 17 settembre 2009 segna il suo primo gol con la maglia degli svizzeri, in Europa League nella vittoria per 2-0 sulla Roma.

### Nazionale
Conta 2 presenze con l'Argentina under 20.

## Palmarès

### Club
- Campionato svizzero: 1

Basilea: 2009-2010
- Coppa Svizzera: 1

Basilea: 2009-2010